# Вступление на престол короля Фредерика X
Вступле́ние на престо́л короля́ Фредери́ка X — вступление на престол датского кронпринца Фредерика Андре Хенрика Кристиана (датск. Frederik André Henrik Christian), графа Монпеза, под именем Фредерик X после первого за почти 900 лет в истории Дании отречения действующего монарха — королевы Маргрете II. Официальная церемония состоялась 14 января 2024 года во Дворце Кристиансборг в Копенгагене.

## Предыстория
В своей новогодней речи 31 декабря 2023 года 83-летняя королева Маргрете II объявила, что 14 января 2024 года, в 52-ю годовщину своего восшествия на трон, отречется от престола в пользу своего старшего сына кронпринца Фредерика.
В феврале этого года мне сделали обширную операцию на спине. Все прошло хорошо благодаря компетентности врачей, что заботились обо мне. Тем не менее, операция дала повод задуматься о будущем - не пора ли мне передать ответственность следующему поколению. Я решила, что сейчас самое подходящее время. 14 января 2024 года, спустя 52 года после того, как я стала преемницей своего любимого отца, я отрекусь от престола и передам его своему сыну, кронпринцу Фредерику.Маргрете II, Пресс-служба Королевского дворца, ТАСС
Она также поблагодарила датчан за то, что на протяжении 51 года ее правления поддерживали ее, что «сыграло решающую роль для успеха ее миссии», и выразила надежду на то, что новых короля и королеву встретят «с таким же доверием и преданностью».
Отречение действующего датского монарха состоялось впервые, с тех пор, как 878 лет назад король Эрик III Добрый отрекся от престола в 1146 году из-за болезни.

## Церемония
В датском законодательстве нет конкретного описания процедуры передачи королевского титула при живом монархе. Однако «Акт о престолонаследии» не исключает добровольную абдикацию, а в статье 6 говорится о том, что положения, относящиеся к порядку наследования в случае смерти монарха, применяются и в случае отречения от престола. На официальном сайте датской королевской семьи сообщили, что вместо коронации 14 января 2024 года во дворце Кристиансборг в Копенгагене в 15.00 пройдет простая церемония провозглашения короля, что является традицией с 1849 года.
- В 13:35 (15:35 МСК) кронпринц Фредерик и его супруга кронпринцесса Мэри со старшим сыном принцем Кристианом покинули свой дом — дворец Фредерика VIII в Амалиенборге — на автомобиле. Спустя две минуты, королева Маргрете отправилась во дворец Кристиансборг в своей церемониальной золотой карете в сопровождении гвардейского гусарского полка.
- В 14:00 во дворце началось заседание Государственного совета с участием членов правительства и премьер-министра Метте Фредериксен, в ходе которого монархиня подписала Акт об отречении от престола и со словами «Боже, храни короля!» уступила место во главе стола новому королю Фредерику X.
- В 14:15 королева покинула дворец Кристиансборг на автомобиле.
- В 14:30 король Фредерик X и королева Мэри приветствовали приглашенных на церемонию гостей.
- В 15:00 король Фредерик X вышел на балкон дворца Кристиансборг, чтобы поприветствовать своих подданных. После этого премьер-министр трижды объявила собравшейся у дворца толпе датчан о его восшествии на престол. Король произнес речь, в конце которой объявил девиз своего правления: «Едины, привержены делу Датского Королевства» (датск. Forbundet, forpligtet, for Kongeriget Danmark). После этого на балкон вышла королева Мэри, а затем — дети монарха кронпринц Кристиан, принцесса Изабелла, принц Винсент и принцесса Йозефина.
- В 15:10 В честь нового короля был дан оружейный салют из пушек батареи Сикста в Холмене. На крыше дворца Кристиана IX в Амалиенборге, в котором живет Маргрете II, опустился королевский штандарт. Сразу после этого королевский штандарт был поднят над дворцом, в котором живет Фредерик X.
- В 15:30 король и королева отправились домой — в золотой карете и в сопровождении эскадрона гвардейского гусарского полка.
- В 17:00 королевские знамена перевезли во дворец Фредерика Х в Амалиенборге[5].

В тот же день старший внук королевы Маргрете принц Кристиан получил мантию наследного принца. В пресс-службе датской королевской семьи сообщили, что кронпринц Фредерик вступил на датский престол как король Фредерик X. Его супруга с этого момента является королевой Мэри. Их старший сын принц Кристиан становится наследником трона. А Маргрете II сохраняет свой титул. Таким образом, с 14 января 2024 года в Дании две королевы.

## Реакция в Дании
По данным опроса социологического центра Voxmeter, проведенного после объявления Маргрете II о решении отречься от престола, поддержка монархии как института по-прежнему высока и составляет 78 %. Среди датчан 82 % считают, что Фредерик будет с честью исполнять королевские обязанности. Еще больше опрошенных жителей страны (86 %) уверены, что его супруга Мэри будет хорошей королевой.

## Реакция в Австралии
На родине королевы Мэри в Австралии состоялись всенародные празднования ее восшествия на престол вместе с супругом. По всей стране прошли культурные мероприятия и частные вечеринки, посвященные этому событию. В ее родном городе Хобарт в Тасмании достопримечательности подсветили красным и белым светом — цветами датского флага. Премьер-министр страны Энтони Албаниз заявил, что австралийцы поддерживают ее и гордятся своей соотечественницей.